# Chasicoteri
El chasicoteri (Chasicotherium rothi) fou un gran notoungulat que visqué a Sud-amèrica durant el Miocè superior. Se n'han descobert restes fòssils a la Formació de Chasico de l'Argentina. Igual que Toxodon i Trigodon, aquesta espècie s'assemblava als hipopòtams i els rinoceronts des del punt de vista físic, tot i que no estava emparentat de manera propera amb cap dels dos grups. Es tracta d'un exemple d'evolució convergent, un fenomen en el qual espècies que no estan relacionades entre si desenvolupen trets similars en adaptar-se a medis i nínxols molt similars.